# Karmelitenkloster Dahme
Das Kloster der Jungfrau Maria von dem Berg Karmel war ein Kloster der Karmeliten in Dahme im heutigen Land Brandenburg spätestens vom 15. bis zum 16. Jahrhundert.

## Lage
Das Kloster befand sich im Süden der mittelalterlichen Stadt zwischen der Hauptstraße und der Stadtmauer. Die Klosterkirche ist in barocker umgebauter Form erhalten.

## Geschichte
Wann das Kloster gegründet wurde, ist unbekannt. Eine angebliche Ersterwähnung von 1304 ist fraglich. In dieser stiftete ein Hans von Dahme dem Kloster eine Mühle und eine Hufe Landes. Die Urkunde liegt nur in einer Abschrift aus dem 16. Jahrhundert vor, ein Hans von Dahme ist für diese Zeit sonst nicht bekannt und für die nächsten 170 Jahre liegen keine weiteren Nachrichten über ein angebliches Kloster vor.
Es bestand sicher in der Mitte des 15. Jahrhunderts, denn 1475 wurde eine Terminei in Jüterbog bei einer Stiftung eines dortigen Bürgers bedacht. 1506 schenkte der Lebuser Bürger Girger Pickeler dem Kloster Bauholz für das Abhalten einer Ewigen Messe für sein Seelenheil und das seiner Frau.
Bei der ersten Kirchenvisitation in der Stadt 1536 wurde es nicht erwähnt, noch 1543 war ein Prior Trauzeuge bei der Hochzeit des evangelischen Propstes von Luckau. Bald danach muss das Kloster aufgelöst worden sein, denn 1564 übergab der evangelische Erzbischof von Magdeburg Sigismund die bereits länger verlassene Anlage nach einem Stadtbrand der Stadt.

## Weitere Nutzung

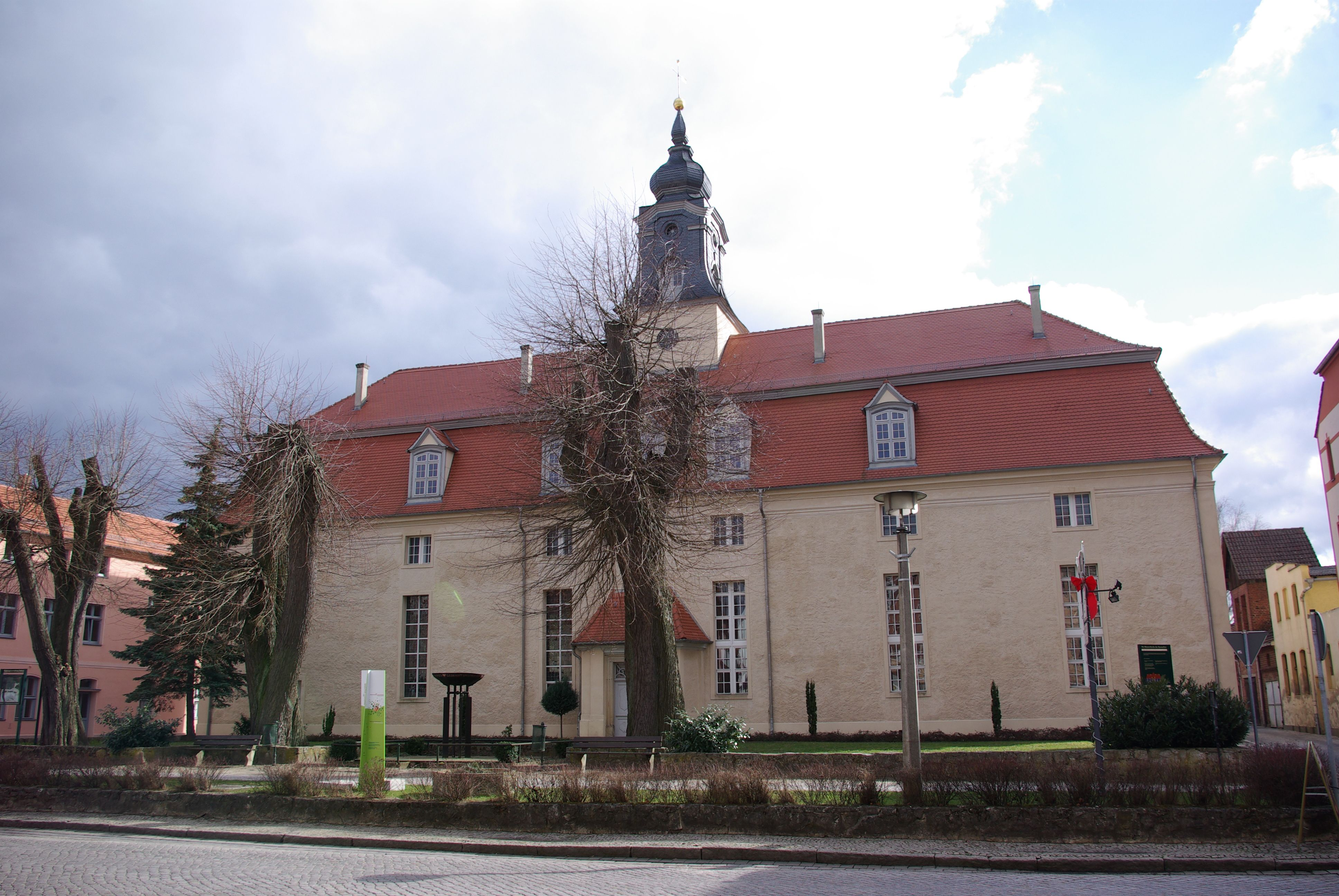
Barocke Hospitalkirche

Erst 1732 bis 1734 wurde die zerstörte Klosterkirche im barocken Stil wieder aufgebaut, von 1734 bis 1746 entstanden Hospitalgebäude und ein Waisenhaus. 1811 wurde ein Brauhaus errichtet.
In den westlichen Teil der Kirche wurden 1924 25 kleine Rentnerwohnungen eingebaut, die 1998 durch einen Blitzeinschlag unbenutzbar wurden. Seit 2012 befindet sich dort das Gasthaus Klostergewölbe.

## Strukturen und Wirtschaft
1506 wurde ein Konvent von 30 Mitgliedern genannt, dabei zwei Prioren, ein Kustos und ein Lesemeister. Dieser war gleichzeitig Provinzial der Ordensprovinz Sachsen.
Bei der Übergabe 1564 gehörten Gebäude, Äcker, Wiesen, Mühlen, Geldzinsen, Pachten und weitere Nutzungen zum Klosterbesitz. In Jüterbog gab es 1475 ein Terminierhaus.